# Second Voyage
Second Voyage – drugi album studyjny szwedzko-niemieckiego duetu Macrocosm, wydany w 2005 przez szwajcarską wytwórnię Hypersound Productions. Zawartość płyty stanowią utwory napisane, zaaranżowane i wyprodukowane oddzielnie w prywatnych studiach nagraniowych autorów, Marco Rochowskiego i Andersa Lundqvista. Dopiero po zebraniu odpowiedniej liczby gotowych utworów, obaj twórcy zdecydowali o tym, które z nich umieścić na wspólnej płycie. W odróżnieniu od pierwszej płyty twórcy nie zdecydowali się na wspólną kompozycję. Partie wokalne w utworze Morning in the Dark wykonała Anne Nupponen. Autorami okładki są Mike Henderson i Thomas Strütt. Muzycznie album stanowi kontynuację pierwszej płyty Macrocosm i jest, jak na razie, ostatnim wspólnym dziełem Marco Rochowskiego i Andersa Lundqvista.

## Spis utworów
1. "Alien Invasion" (Anders Lundqvist) – 5:43
2. "Galactic Fighters" (Marco Rochowski) – 6:26
3. "Maximum Power" (Marco Rochowski) – 6:46
4. "Out of the Ordinary" (Anders Lundqvist) – 6:43
5. "Asian Adventurer" (Marco Rochowski) – 5:07
6. "Morning in the Dark" (Marco Rochowski) – 7:19
7. "Retro Generation" (Anders Lundqvist) – 6:04
8. "Energetic Ride" (Marco Rochowski) – 6:01
9. "Japanese Revenge" (Anders Lundqvist) – 6:20
10. "Insomnian Satellite" (Marco Rochowski) – 4:50
11. "Beyond The Macrocosm" (Anders Lundqvist) – 6:17